# Österreichische Badmintonmeisterschaft 2011
Die Österreichische Badmintonmeisterschaft 2011 fand vom 4. bis zum 6. Februar 2011 in Klosterneuburg statt. Es war die 54. Auflage der Meisterschaften.

## Medaillengewinner
| Disziplin    | Gold                           | Silber                                | Bronze                                 |
| ------------ | ------------------------------ | ------------------------------------- | -------------------------------------- |
| Herreneinzel | Michael Lahnsteiner            | Luka Wraber                           | David Obernosterer                     |
| Herreneinzel | Michael Lahnsteiner            | Luka Wraber                           | Matthias Bertsch                       |
| Dameneinzel  | Claudia Mayer                  | Simone Prutsch                        | Sarina Kohlfürst                       |
| Dameneinzel  | Claudia Mayer                  | Simone Prutsch                        | Alexandra Mathis                       |
| Herrendoppel | Jürgen Koch Peter Zauner       | Luka Wraber Roman Zirnwald            | Vilson Vattanirappel Lukas Weissenbäck |
| Herrendoppel | Jürgen Koch Peter Zauner       | Luka Wraber Roman Zirnwald            | Paul Demmelmayer Fabian Steurer        |
| Damendoppel  | Belinda Heber Alexandra Mathis | Sarina Kohlfürst Leonie Stenek        | Anna Demmelmayer Nathalie Ziesig       |
| Damendoppel  | Belinda Heber Alexandra Mathis | Sarina Kohlfürst Leonie Stenek        | Lilli Greutter Sonja Langthaler        |
| Mixed        | Roman Zirnwald Simone Prutsch  | Vilson Vattanirappel Alexandra Mathis | Paul Demmelmayer Belinda Heber         |
| Mixed        | Roman Zirnwald Simone Prutsch  | Vilson Vattanirappel Alexandra Mathis | Ralph Bittenauer Lilli Greutter        |

## Herreneinzel
- Dominik Stipsits – Christoph Krenn: 22-20 21-17
- Markus Hinz – Simon Turba: 21-17 21-19
- Alexander Serov – Lukas Trojan: 21-11 21-5
- Klaus Dornig – Jia Ge: 19-21 21-14 21-15
- Fabrizian Pokorny – Fritz Thausing: w.o.
- Andreas Laux – Marcel Weigl: 21-8 21-13
- Günter Kofler – Daniel Comploier: 21-10 21-13
- Guang-Jun Mai – Lukas Stöberl: 21-14 21-13
- Harald Hochgatterer – Reinhard Hechenberger: 21-14 21-10
- Lukas Weissenbäck – Christoph Frantes: 21-19 21-13
- Martin Bräutigam – Daniel Pesserer: 21-12 21-12
- Markus Grutschnig – Jürgen Schuster: 21-16 21-17
- Manuel Dornig – Stephan Weinwurm: 15-21 22-20 21-15
- Rüdiger Gnedt – Stefan Wrulich: 14-21 21-11 21-11
- Vilson Vattanirappel – Lukas Rebhandl: 21-8 23-21
- Markus Gönitzer – Simon Rebhandl: 21-17 21-18
- Moritz Kaufmann – Sascha Weninger: 21-10 21-14
- Thomas Petzold – Marian Gratzer: w.o.
- Fabian Steurer – Constantin Sintschnig: 21-9 21-19
- Philip Katsaros – Benjamin Schlemmer: 21-15 21-11
- Michael Lahnsteiner – Dominik Stipsits: 21-5 21-6
- Markus Grutschnig – Manuel Dornig: 21-12 21-14
- Christian Mahr – Daniel Aigner: 21-18 21-16
- Markus Schaller – Dominik Trojan: w.o.
- Ralph Bittenauer – Alexander Moser: 21-18 21-16
- Markus Ratzenböck – Markus Hinz: 22-20 23-21
- Philipp Perissutti – Alexander Serov: 21-8 21-10
- David Obernosterer – Rüdiger Gnedt: 21-15 21-16
- Vilson Vattanirappel – Markus Gönitzer: 21-13 21-13
- Michael Trojan – Moritz Kaufmann: 19-21 21-18 21-16
- Klaus Dornig – Fabrizian Pokorny: 21-3 21-3
- Fabian Steurer – Thomas Petzold: 21-11 21-12
- Paul Demmelmayer – Philip Katsaros: 21-12 21-10
- Markus Schaller – Christian Mahr: 21-12 21-16
- Matthias Bertsch – Andreas Laux: 21-15 21-8
- Guang-Jun Mai – Günter Kofler: 21-16 21-13
- Heimo Götschl – Harald Hochgatterer: 21-14 21-14
- Lukas Weissenbäck – Ralph Bittenauer: 21-15 21-15
- Luka Wraber – Martin Bräutigam: 21-7 21-4
- Michael Lahnsteiner – Markus Grutschnig: 21-8 21-6
- Markus Ratzenböck – Philipp Perissutti: 17-21 21-18 21-14
- David Obernosterer – Vilson Vattanirappel: 15-21 21-19 21-18
- Michael Trojan – Klaus Dornig: 21-13 21-13
- Paul Demmelmayer – Fabian Steurer: 21-14 21-23 21-19
- Matthias Bertsch – Markus Schaller: 21-16 21-14
- Heimo Götschl – Guang-Jun Mai: 14-21 21-18 21-18
- Luka Wraber – Lukas Weissenbäck: 21-13 21-5
- Michael Lahnsteiner – Markus Ratzenböck: 21-3 21-5
- David Obernosterer – Michael Trojan: 21-19 21-12
- Matthias Bertsch – Paul Demmelmayer: 21-17 21-16
- Luka Wraber – Heimo Götschl: 21-8 21-17
- Michael Lahnsteiner – David Obernosterer: 21-9 21-13
- Luka Wraber – Matthias Bertsch: 21-6 21-14
- Michael Lahnsteiner – Luka Wraber: 21-11 21-9

## Dameneinzel
- Nina Almer – Elisa Widowitz: w.o.
- Barbara Galos – Katrin Neudolt: w.o.
- Martina Stückler – Jenny Ertl: w.o.
- Bianca Schiester – Mia Matic: 21-19 21-18
- Simone Maria Seitz – Andrea Birrer: 18-21 21-16 21-18
- Belinda Heber – Julia Herndlhofer: 21-13 21-16
- Daniela Adamec – Lilli Greutter: 21-18 18-21 21-14
- Barbara Scheer – Karin Seebacher: 23-21 21-12
- Nathalie Ziesig – Melissa Gräßl: 21-14 21-11
- Simone Prutsch – Belinda Heber: 21-8 21-9
- Nina Almer – Bianca Schiester: 17-21 21-14 21-17
- Sarina Kohlfürst – Barbara Galos: 21-15 21-19
- Anna Demmelmayer – Daniela Adamec: 21-19 21-15
- Sonja Langthaler – Martina Stückler: 21-16 21-18
- Alexandra Mathis – Barbara Scheer: 21-14 21-17
- Nathalie Ziesig – Leonie Stenek: 21-19 17-21 21-18
- Claudia Mayer – Simone Maria Seitz: 21-6 21-3
- Simone Prutsch – Nina Almer: 21-15 21-18
- Sarina Kohlfürst – Anna Demmelmayer: 14-21 21-12 21-8
- Alexandra Mathis – Sonja Langthaler: 21-12 21-14
- Claudia Mayer – Nathalie Ziesig: 21-23 21-15 21-13
- Simone Prutsch – Sarina Kohlfürst: 21-12 21-9
- Claudia Mayer – Alexandra Mathis: 21-16 21-19
- Claudia Mayer – Simone Prutsch: 19-21 21-12 21-19

## Herrendoppel
- Alexander Moser / Daniel Pesserer – Daniel Comploier / Marian Gratzer: w.o.
- Dominik Stipsits / Philip Katsaros – Reinhard Hechenberger / Harald Hochgatterer: 21-11 21-15
- Markus Schaller / Markus Hinz – Thomas Petzold / Lukas Stöberl: 21-19 21-10
- Jia Ge / Christoph Frantes – Martin Bräutigam / Andreas Laux: 21-19 21-18
- Guang-Jun Mai / Georg Cejnek – Rüdiger Gnedt / Wolfgang Gnedt: 21-15 21-11
- Simon Rebhandl / Lukas Rebhandl – Christoph Krenn / Stephan Weinwurm: 21-10 21-15
- Stefan Wrulich / Constantin Sintschnig – Daniel Aigner / Alexander Serov: 21-17 16-21 21-13
- Michael Trojan / Dominik Trojan – Christoph Mayer / Marcel Weigl: 21-10 21-15
- Peter Zauner / Jürgen Koch – Markus Hinz / Markus Schaller: 21-6 21-12
- Philipp Perissutti / Matthias Bertsch – Christoph Frantes / Jia Ge: 21-19 21-14
- Lukas Weissenbäck / Vilson Vattanirappel – Georg Cejnek / Guang-Jun Mai: 28-26 19-21 21-16
- Benjamin Schlemmer / Ralph Bittenauer – Dominik Trojan / Michael Trojan: 16-21 23-21 25-23
- Daniel Pesserer / Alexander Moser – Markus Gönitzer / Moritz Kaufmann: 19-21 21-18 21-17
- Fabian Steurer / Paul Demmelmayer – Philip Katsaros / Dominik Stipsits: 20-22 21-18 21-15
- Simon Rebhandl / Lukas Rebhandl – Klaus Dornig / Markus Ratzenböck: 21-16 21-17
- Roman Zirnwald / Luka Wraber – Constantin Sintschnig / Stefan Wrulich: 21-7 21-11
- Peter Zauner / Jürgen Koch – Matthias Bertsch / Philipp Perissutti: 21-12 21-3
- Lukas Weissenbäck / Vilson Vattanirappel – Ralph Bittenauer / Benjamin Schlemmer: 21-11 21-11
- Fabian Steurer / Paul Demmelmayer – Alexander Moser / Daniel Pesserer: 21-10 21-14
- Roman Zirnwald / Luka Wraber – Lukas Rebhandl / Simon Rebhandl: 21-15 21-15
- Peter Zauner / Jürgen Koch – Vilson Vattanirappel / Lukas Weissenbäck: 21-9 21-11
- Roman Zirnwald / Luka Wraber – Paul Demmelmayer / Fabian Steurer: 21-12 21-18
- Peter Zauner / Jürgen Koch – Luka Wraber / Roman Zirnwald: 23-25 21-16 21-15

## Damendoppel
- Barbara Galos / Daniela Adamec – Melissa Gräßl / Martina Stückler: 21-11 22-20
- Mia Matic / Julia Herndlhofer – Birgit Janisch / Sabine Salzer: 11-21 22-20 24-22
- Barbara Scheer / Nina Almer – Andrea Birrer / Bianca Schiester: 22-20 16-21 21-6
- Leonie Stenek / Sarina Kohlfürst – Daniela Adamec / Barbara Galos: 21-16 21-11
- Nathalie Ziesig / Anna Demmelmayer – Karin Seebacher / Simone Maria Seitz: 21-11 21-13
- Sonja Langthaler / Lilli Greutter – Julia Herndlhofer / Mia Matic: 13-21 21-16 21-16
- Alexandra Mathis / Belinda Heber – Nina Almer / Barbara Scheer: 21-5 21-17
- Leonie Stenek / Sarina Kohlfürst – Anna Demmelmayer / Nathalie Ziesig: 21-18 21-16
- Alexandra Mathis / Belinda Heber – Lilli Greutter / Sonja Langthaler: 21-11 21-11
- Alexandra Mathis / Belinda Heber – Sarina Kohlfürst / Leonie Stenek: 12-21 21-10 22-20

## Mixed
- Markus Schaller / Barbara Galos – Thomas Petzold / Bianca Schiester: 18-21 21-9 21-10
- Markus Grutschnig / Jenny Ertl – Jürgen Schuster / Katrin Neudolt: w.o.
- Roman Zirnwald / Simone Prutsch – Markus Schaller / Barbara Galos: 21-7 21-11
- Moritz Kaufmann / Nathalie Ziesig – Simon Rebhandl / Anna Demmelmayer: 21-16 25-23
- Paul Demmelmayer / Belinda Heber – Georg Cejnek / Julia Herndlhofer: 21-13 21-11
- Philip Katsaros / Barbara Scheer – Stefan Wrulich / Elisa Widowitz: w.o.
- Ralph Bittenauer / Lilli Greutter – Constantin Sintschnig / Melissa Gräßl: 21-15 21-14
- Benjamin Schlemmer / Sonja Langthaler – Matthias Bertsch / Sarina Kohlfürst: 21-19 20-22 21-18
- Fabian Steurer / Leonie Stenek – Manuel Dornig / Daniela Adamec: 21-13 21-10
- Vilson Vattanirappel / Alexandra Mathis – Markus Grutschnig / Jenny Ertl: w.o.
- Roman Zirnwald / Simone Prutsch – Moritz Kaufmann / Nathalie Ziesig: 21-14 21-11
- Paul Demmelmayer / Belinda Heber – Philip Katsaros / Barbara Scheer: 21-9 21-19
- Ralph Bittenauer / Lilli Greutter – Benjamin Schlemmer / Sonja Langthaler: 21-15 21-16
- Vilson Vattanirappel / Alexandra Mathis – Fabian Steurer / Leonie Stenek: 21-17 13-21 21-19
- Roman Zirnwald / Simone Prutsch – Paul Demmelmayer / Belinda Heber: 21-14 21-13
- Vilson Vattanirappel / Alexandra Mathis – Ralph Bittenauer / Lilli Greutter: 21-7 19-21 21-19
- Roman Zirnwald / Simone Prutsch – Vilson Vattanirappel / Alexandra Mathis: 19-21 21-13 21-13